# Stemmiulus labbanus
Stemmiulus labbanus är en mångfotingart som beskrevs av Chamberlin 1923. Stemmiulus labbanus ingår i släktet Stemmiulus och familjen Stemmiulidae. Inga underarter finns listade i Catalogue of Life.